# Демократическая партия Армении
Демократическая партия Армении (ДПА) (арм. Հայաստանի Դեմոկրատական Կուսակցություն) — демократическая социалистическая партия в Армении. Основана в 1991 году Арамом Саргсяном, последним секретарем Коммунистической партии Армении. 

## Идеология
В основе идеологии Демократической партии Армении лежит учение о демократическом социализме. Партия является сторонницей сохранения демократических, национальных ценностей и установления социальной справедливости.

## История
После распада Советского Союза, действующий секретарь Коммунистической партии Армении Арам Саргсян распустил партию и учредил Демократическую партию Армении, назначив себя первым секретарем новой партии.
Партия участвовала в парламентских выборах 1999 года, набрав всего 0,98% голосов избирателей.
Партия не получила представительства в Национальном собрании после парламентских выборов 2007 года, поскольку не смогла преодолеть 5-процентный минимальный барьер для представительства в парламенте, набрав всего 0,27% голосов избирателей. 
Партия участвовала в парламентских выборах 2012 года, набрав всего 0,37% голосов.
Партия поддержала Сержа Саргсяна на президентских выборах 2013 года.
Партия не участвовала в досрочных парламентских выборах 2018 года.
В июне 2019 года представители Демократической партии Армении встретились с президентом Арменом Саргсяном и обсудили вопросы внутренней и внешней политики.
В ноябре 2020 года Арам Саргсян вместе с лидерами Конструктивной партии Армении и партии «Гражданское решение» встретился с президентом Арменом Саргсяном, чтобы обсудить политическую ситуацию в Армении и ситуацию с Карабахским конфликтом.
После досрочных парламентских выборов 2021 года партия набрала всего 0,39% голосов избирателей, не получив ни одного места в Национальном собрании. Таким образом, партия в настоящее время действует как внепарламентская сила.